# 庫列巴基
55°24′56″N 42°31′45″E / 55.41556°N 42.52917°E
庫列巴基（俄语：Кулеба́ки）是俄羅斯下諾夫哥羅德州西南部的一個城市，距下諾夫哥羅德188公里。2002年人口39,072人。
1719年首見於文獻，1932年設市。